# Charles Thompson (musicien)
Pour les articles homonymes, voir Charles Thompson et Thompson.
Charles Hubbard Thompson était un pianiste et compositeur américain de musique ragtime. Il est né le 9 juin 1891 à Saint-Louis dans le Missouri et mort le 13 juin 1964 dans le New Jersey à l'âge de 73 ans. On lui connait onze compositions (du ragtime et du blues), mais il n'en publia qu'une seule : Lily Rag en 1914 (arrangé par Artie Matthews). 

## Liste des compositions

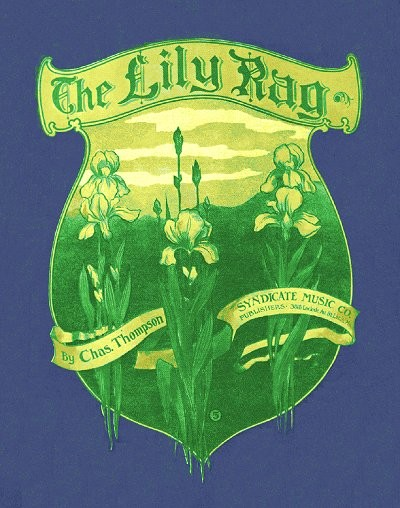
The Lily Rag (1914)

| - Asia aka Aisha - Buffet Flat Rag (or Blues) aka Derby Stomp - Centennial Rag - Chimes Blues - Deep Lawton - Delmar Rag - Hop Alley Dream - The Lily Rag (publié en 1914, arrangé par Artie Matthews) - Lingering Blues - Mound City Walkaround - Ragtime Humming Bird |